# Nökkvi Thórisson
Nökkvi Thórisson (Dalvík, 13 augustus 1999) is een IJslands voetballer die sinds 2023 onder contract staat bij St. Louis City SC. Hij wordt sinds januari 2025 verhuurd aan Sparta Rotterdam.

## Clubcarrière
Thórisson ruilde als tiener de jeugdopleiding van Þór Akureyri voor die van Hannover 96. Uiteindelijk haalde Dalvík/Reynir hem terug naar IJsland. Daar maakte hij in het seizoen 2018 tien goals in zestien competitiewedstrijden in de 3. deild karla. Vervolgens speelde hij vier seizoenen voor eersteklasser KA Akureyri. In het seizoen 2022 kroonde hij zich met zeventien doelpunten tot topschutter van de Úrvalsdeild.
In september 2023 ondertekende Thórisson een driejarig contract bij de Belgische tweedeklasser Beerschot VA. In zijn debuutseizoen, wat zijn enige seizoen zou blijken, was hij er goed voor zeven competitiegoals, plus een bekergoal tegen FC Knokke. 
In juli 2023 verhuisde hij voor een recordbedrag naar de Amerikaanse eersteklasser St. Louis City SC. Hij debuteerde in de MLS op 21 augustus 2023, tegen Austin FC (6-3). Op 31 augustus maakte hij zijn eerste doelpunt voor de club, tegen FC Dallas (2-1). Thórisson moest het vooral doen met invalbeurten, maar wist in het seizoen 2024 wel vier keer te scoren voor St. Louis.
In januari 2025 werd bekend gemaakt dat hij voor een half seizoen wordt verhuurd aan Sparta Rotterdam. De Rotterdammers hebben hierbij een optie tot koop bedongen. Hij debuteerde op 19 januari tegen RKC Waalwijk (1-1). Hij kwam met nog twintig minuten te spelen in de ploeg voor Shunsuke Mito. Op 6 april maakte hij zijn eerste doelpunt in de met 2-0 gewonnen wedstrijd tegen N.E.C., op aangeven van Gjivai Zechiël. Een week later maakte hij de 3-0 tegen sc Heerenveen. Die wedstrijd eindigde door een penalty van Alireza Jahanbakhsh nog in 3-1.

## Interlandcarrière
Thórisson maakte op 8 januari 2023 zijn interlanddebuut voor IJsland: in een vriendschappelijke interland tegen Estland (1-1-gelijkspel) liet bondscoach Arnar Viðarsson hem starten en werd hij in de 63e minuut gewisseld.

## Statistieken
| Seizoen | Club               | Competitie      | Competitie | Competitie | Beker | Beker | Overig | Overig | Totaal | Totaal |
| Seizoen | Club               | Competitie      | Wed.       | Dlp.       | Wed.  | Dlp.  | Dlp.   | Dlp.   | Wed.   | Dlp.   |
| ------- | ------------------ | --------------- | ---------- | ---------- | ----- | ----- | ------ | ------ | ------ | ------ |
| 2018    | Dalvík/Reynir      | 3. deild karla  | 16         | 10         | 0     | 0     | 0      | 0      | 16     | 10     |
| 2019    | KA Akureyri        | Úrvalsdeild     | 17         | 2          | 4     | 1     | 0      | 0      | 21     | 3      |
| 2020    | KA Akureyri        | Úrvalsdeild     | 9          | 1          | 6     | 4     | 0      | 0      | 15     | 5      |
| 2021    | KA Akureyri        | Úrvalsdeild     | 19         | 3          | 7     | 1     | 0      | 0      | 26     | 4      |
| 2022    | KA Akureyri        | Úrvalsdeild     | 20         | 17         | 6     | 6     | 0      | 0      | 26     | 23     |
| 2022/23 | Beerschot VA       | Eerste klasse B | 28         | 7          | 2     | 1     | 0      | 0      | 30     | 8      |
| 2023    | St. Louis City SC  | MLS             | 9          | 1          | 0     | 0     | 0      | 0      | 9      | 1      |
| 2024    | St. Louis City SC  | MLS             | 30         | 4          | 4     | 0     | 1      | 0      | 35     | 4      |
| 2024/25 | → Sparta Rotterdam | Eredivisie      | 9          | 2          | 0     | 0     | 0      | 0      | 9      | 2      |
| Totaal  | Totaal             | Totaal          | 157        | 47         | 29    | 13    | 1      | 0      | 187    | 60     |

Bijgewerkt op 13 april 2025.
Van Aanholt ·
Bais ·
Bakari ·
Van Bergen ·
Clement ·
El Dahri ·
Eerdhuijzen ·
Eiting ·
De Guzman ·
Hlynsson ·
Ideho ·
Kitolano ·
Kleijn ·
Lauritsen ·
De Ligt ·
Meissen ·
Mito ·
Nassoh ·
Olij  ·
Oufkir ·
Quintero ·
Reith ·
Reitmaier ·
Schoonderwaldt ·
Tevreden ·
Thórisson ·
Young ·
Zechiël ·
Coach: Steijn
· Assistent-coach: Boukhari
· Assistent-coach: Driessen
· Keeperstrainer: Kooiman